# ALSCO
American Linen Supply Company (ALSCO) ist ein traditionsreiches Dienstleistungsunternehmen, das mit einem Handtuch-Service begann und bald mit der Verteilung und Pflege von Berufskleidung, Hotel- und Gastronomietextilien und Schmutzfangmatten internationale Bedeutung erlangte.

## Geschichte
George A. Steiner war vierzehn Jahre alt, als er in Lincoln, Nebraska, mit seinem Karren vor der Schule Handtücher zur Wäscherei brachte und nach der Schule wieder abholte. Mit diesem Textilservice verdiente er drei Dollar die Woche. Ein Jahr später, im August 1889 kaufte Steiner George Johnson, dem Mann, für den er arbeitete, sein Geschäft für 50 Dollar und 80 Cent ab. George und sein Bruder Frank, der bis zu seinem Tod im Jahr 1939 sein Partner war, brachten das Geschäft schnell zum Laufen. Aus dem Karren wurde ein Fahrrad, aus dem Fahrrad ein Pferdewagen. Neben Handtüchern wurden nun auch Schürzen, Laken, Tischtücher und andere Textilien mit ins Programm aufgenommen. Währenddessen studierte George, und nach seiner Universitätszeit zog er 1895 nach Salt Lake City, wo er schließlich die American Linen Supply Company gründete, kurz: ALSCO. Das Unternehmen wuchs stetig. Zu Beginn des letzten Jahrhunderts wurden die ersten eigenen Wäschereien gegründet und bald entstanden grün-weiße Filialen überall in den Vereinigten Staaten. Innerhalb weniger Jahre hatte sich aus einer Taschengeldidee eine völlig neue Branche entwickelt.
1951 begründete die Familie Steiner das erste Tochterunternehmen in Deutschland und eröffnete in Frankfurt am Main ein Papiergeschäft. Im Februar 1956 entschied Frank G. Steiner, der Sohn des Firmengründers, nach Brasilien in Deutschland die zweite eigenständige Wäscherei-Dependance außerhalb des nordamerikanischen Kontinents zu eröffnen. Seine Wahl fiel dabei auf Köln, wo die ALSCO Berufskleidungs-Service GmbH ins Leben gerufen wurde.
Gegenwärtig beschäftigt das Unternehmen mehr als 17.000 Menschen weltweit, davon rund 1.700 in Deutschland. Es wird noch immer von der Eigentümerfamilie, den Steiners, geführt. Die deutsche Zentrale sitzt in Köln. Geschäftsführer der ALSCO Berufskleidungs-Service GmbH sind Rene Schneider und Robert C. Steiner.

## Unternehmensbereiche
ALSCO versorgt Unternehmen und Organisationen im Leasing-Verfahren u. a. mit Miet-Berufskleidung, persönlicher Schutzausrüstung, Reinraumkleidung, Miet-Bett- und Tischwäsche, Fußmatten und Handtüchern. Ebenso bietet die ALSCO GmbH einen Waschraumservice und spezielle Wäschetauschschränke an. Für größere Kunden wird auch Lohnwäsche angeboten.